# 帕蒂皮王国
帕蒂皮王国（巴布亚马来语：Petuanan Patipi）是一个位于今印度尼西亚西巴布亚省法克法克县奥宁半岛帕蒂皮湾地区的伊斯兰王国。它出现于17世纪，由姆巴哈姆-马塔人建立；后来，成为蒂多雷苏丹国的附庸国。目前，帕蒂皮王室仍然保留，但没有正式的政治权力。